# Dysschema marginalis
Dysschema marginalis là một loài bướm đêm thuộc phân họ Arctiinae, họ Erebidae.